# Монтанья (Италия)
Монтанья (итал. Montagna) — коммуна в Италии, располагается в регионе Трентино — Альто-Адидже, в провинции Больцано.
Население составляет 1482 человека (2008 г.), плотность населения составляет 82 чел./км². Занимает площадь 18 км². Почтовый индекс — 39040. Телефонный код — 0471.
Покровителем коммуны почитается святой апостол Варфоломей, празднование 24 августа.

## Демография
Динамика населения: